# Модена Ф1
Вижте пояснителната страница за други значения на Модена .
Модена е бивш италиански отбор във Формула 1, пълното име е Modena Team. Отбора има доста мръсна история, и често e причисляван към Ламбо или Ламборджини заради неговите двигатели. Отборът в началото на своето съществуване е наричан Ламбо (Lambo) почти веднага за повече мощ е прието името Модена както е и известен.
За първи път се появява с Мексиканското спонсорство на ГЛАС в късната 1990 г., с бившия пилот на Ероуз, Алфа Ромео и Спирит - Мауро Балди, като предлага подкрепа за отбора, пилоти и сделка за Ламборджиновите V образни 12 цилиндрови двигатели. Обаче Мексиканската подкрепа изчезва и Ламборджини подготвя напускането на отбора. Преместват отбора в Модена Италия, оттук отбора се прекръства на Модена и влиза през 1991 в шампионата на Формула 1 с това име. Ламборджини не са склонни да помагат повече на отбора което се отразяват много лошо върху отбора, макар че повечето медии в началото игнорират това. Все пак Модена Тиим след първоначално обявена сума от Ламборджини извоюва напълно своята независимост.
Съгласно официалния лист за влизане в Гран При за сезон 1991 Модена започва с шаси Ламбо 291. Никола Ларини и Ерик ван де Пюел са назначени за пилоти. И двете коли имат за цел да преминат прекфалификацията през сезона и всеки пилот единствено прави обиколки преди състезанието и чака своя удобен момент – Ларини успява да завърши 7 в отвореното Гран При на САЩ, а ван де Пюел е 5-и в надпреварата в Сан Марино преди механически проблем да го изпрати на 9-а позиция една обиколка преди края. По средата на сезона отбора е в страшна финансова криза. Ламборджини отказват да отпуснат някакви финансови средства, макар че отбора е самостоятелен той не осъществява никакъв прогрес. В останалите 4 състезания в които отбора се класира за състезание Ларини отпада в Гран При на Германия, завършва 16 в Унгария и Италия и се сблъсква с Жан Алези в Австралия. След това тима се разпада преди началото на сезон 1992.